# Niceforo II d'Epiro

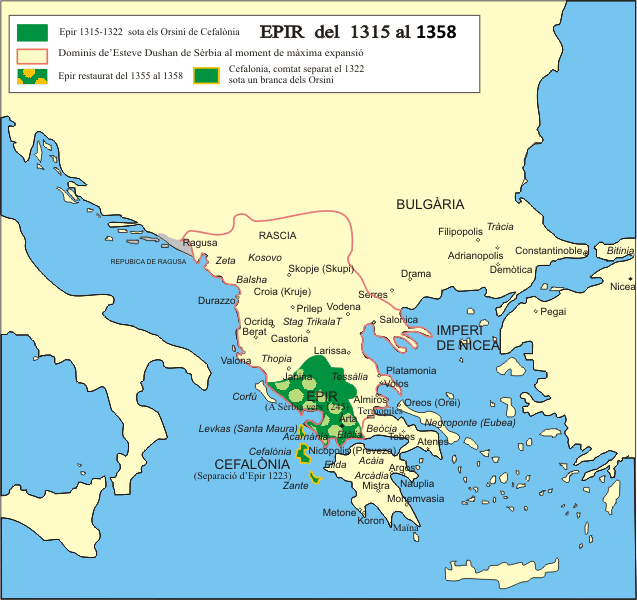
Il despotato d'Epiro dal 1315 al 1358.

Niceforo II Orsini (1329 – Acheloos, 1359) fu un despota dell'Epiro (primo regno dal 1335 fino al 1338; secondo regno dal 1356 fino al 1359).

## L'ascesa
Salì al trono dopo la morte di suo padre Giovanni Orsini.

## Primo regno
Il primo regno di Niceforo durò solo due anni, ed il potere fu nelle mani di un reggente, sua  madre Anna Paleologa. Nel 1337 Andronico III Paleologo, arrivato nella zona per supportare gli albanesi contro i Serbi, riconquistò tutto l'Epiro.
Niceforo II si rifugiò in Italia; qui conobbe la vedova di Filippo di Taranto, Caterina II di Valois, che tentò di aiutarlo mettendolo a capo di una rivolta in Epiro. La ribellione fallì, ed in seguito gli fu data in sposa Maria Cantacuzena, figlia di Giovanni VI Cantacuzeno, da cui ebbe una figlia, ma che morì infante.

## Secondo regno
Nell'Impero scoppiò una guerra civile, in cui si combattevano gli eserciti di Giovanni V Paleologo e Giovanni VI Cantacuzeno; l'Epiro cadde nelle mani dei Serbi. Niceforo II riuscì a riconquistarlo nel 1356.
Niceforo II morì sedando una rivolta albanese appena 3 anni dopo nel 1359, e il despotato fu reintegrato nell'Impero Bizantino. Si registrano nei decenni seguenti brevi parentesi di governo della famiglia Tocco di Cefalonia, che in seguito dovette lasciarlo agli ottomani.

## Ascendenza
|                                                             |                                     |                                        | Genitori                                       |  |  | Nonni |  |  | Bisnonni                                   |  |  | Trisnonni                        |  |
|                                                             |                                     |                                        |                                                |  |  |       |  |  | 8. Riccardo II, conte di Cefalonia e Zante |  |  | 16. Matteo I, conte di Cefalonia |  |
|                                                             |                                     |                                        |                                                |  |  |       |  |  | 8. Riccardo II, conte di Cefalonia e Zante |  |  | 16. Matteo I, conte di Cefalonia |  |
|                                                             |                                     | 17. Anna Angela                        |                                                |  |  |       |  |  | 8. Riccardo II, conte di Cefalonia e Zante |  |  |                                  |  |
| 4. Giovanni I, conte di Cefalonia e Zante                   |                                     |                                        |                                                |  |  |       |  |  | 8. Riccardo II, conte di Cefalonia e Zante |  |  |                                  |  |
|                                                             |                                     | 9. Margherita d'Acaia                  | 18. Guglielmo II, principe d'Acaia             |  |  |       |  |  |                                            |  |  |                                  |  |
|                                                             |                                     | 9. Margherita d'Acaia                  | 18. Guglielmo II, principe d'Acaia             |  |  |       |  |  |                                            |  |  |                                  |  |
|                                                             |                                     | 9. Margherita d'Acaia                  | 19. Anna Comnena Doukaina                      |  |  |       |  |  |                                            |  |  |                                  |  |
| 2. Giovanni II, conte di Cefalonia e Zante, despota d'Epiro |                                     | 9. Margherita d'Acaia                  |                                                |  |  |       |  |  |                                            |  |  |                                  |  |
|                                                             |                                     | 10. Niceforo I, despota d'Epiro        | 20. Michele II, despota d'Epiro                |  |  |       |  |  |                                            |  |  |                                  |  |
|                                                             |                                     | 10. Niceforo I, despota d'Epiro        | 20. Michele II, despota d'Epiro                |  |  |       |  |  |                                            |  |  |                                  |  |
|                                                             |                                     | 10. Niceforo I, despota d'Epiro        | 21. Teodora di Arta                            |  |  |       |  |  |                                            |  |  |                                  |  |
| 5. Maria d'Epiro                                            |                                     | 10. Niceforo I, despota d'Epiro        |                                                |  |  |       |  |  |                                            |  |  |                                  |  |
|                                                             |                                     | 11. Maria Lascaris                     | 22. Teodoro II Lascaris, basileus dei Romei    |  |  |       |  |  |                                            |  |  |                                  |  |
|                                                             |                                     | 11. Maria Lascaris                     | 22. Teodoro II Lascaris, basileus dei Romei    |  |  |       |  |  |                                            |  |  |                                  |  |
|                                                             |                                     | 11. Maria Lascaris                     | 23. Elena Asen di Bulgaria                     |  |  |       |  |  |                                            |  |  |                                  |  |
| 1. Niceforo II, conte di Cefalonia e Zante, despota d'Epiro |                                     | 11. Maria Lascaris                     |                                                |  |  |       |  |  |                                            |  |  |                                  |  |
|                                                             | 12. Demetrio Ducas Comneno Cutroule | 24. Michele II, despota d'Epiro (= 20) |                                                |  |  |       |  |  |                                            |  |  |                                  |  |
|                                                             | 12. Demetrio Ducas Comneno Cutroule | 24. Michele II, despota d'Epiro (= 20) |                                                |  |  |       |  |  |                                            |  |  |                                  |  |
|                                                             | 12. Demetrio Ducas Comneno Cutroule | 25. Teodora di Arta (= 21)             |                                                |  |  |       |  |  |                                            |  |  |                                  |  |
| 6. Andronico Angelo Paleologo                               | 12. Demetrio Ducas Comneno Cutroule |                                        |                                                |  |  |       |  |  |                                            |  |  |                                  |  |
|                                                             |                                     | 13. Anna Comnena Paleologa             | 26. Michele VIII Paleologo, basileus dei Romei |  |  |       |  |  |                                            |  |  |                                  |  |
|                                                             |                                     | 13. Anna Comnena Paleologa             | 26. Michele VIII Paleologo, basileus dei Romei |  |  |       |  |  |                                            |  |  |                                  |  |
|                                                             |                                     | 13. Anna Comnena Paleologa             | 27. Teodora Ducas Vatatzina                    |  |  |       |  |  |                                            |  |  |                                  |  |
| 3. Anna Paleologina                                         |                                     | 13. Anna Comnena Paleologa             |                                                |  |  |       |  |  |                                            |  |  |                                  |  |
|                                                             |                                     | 14. Kokalas                            | …                                              |  |  |       |  |  |                                            |  |  |                                  |  |
|                                                             |                                     | 14. Kokalas                            | …                                              |  |  |       |  |  |                                            |  |  |                                  |  |
|                                                             |                                     | 14. Kokalas                            | …                                              |  |  |       |  |  |                                            |  |  |                                  |  |
| 7. N. Kokalas                                               |                                     | 14. Kokalas                            |                                                |  |  |       |  |  |                                            |  |  |                                  |  |
|                                                             |                                     | …                                      | …                                              |  |  |       |  |  |                                            |  |  |                                  |  |
|                                                             |                                     | …                                      | …                                              |  |  |       |  |  |                                            |  |  |                                  |  |
|                                                             |                                     | …                                      | …                                              |  |  |       |  |  |                                            |  |  |                                  |  |
|                                                             |                                     | …                                      |                                                |  |  |       |  |  |                                            |  |  |                                  |  |